# Schützenstraße 1 (Bamberg)

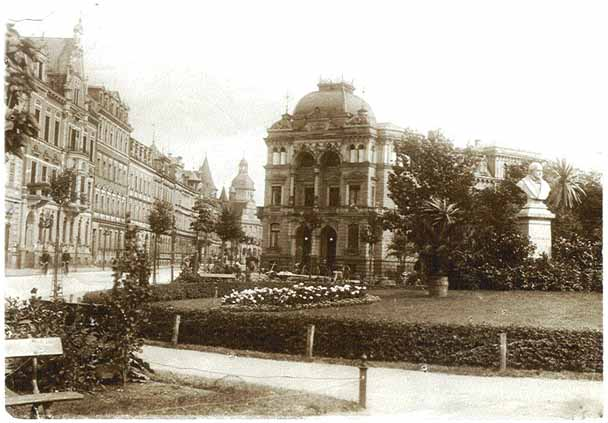
Bamberg, Schützenstraße 1 zwischen 1893 und 1909

Das Gebäude Schützenstraße 1 (und Friedrichstraße 2) in Bamberg ist ein Baudenkmal mit der Denkmalnummer D-4-61-000-1400. Als Palais der Prinzregentenzeit ist es durch die Reste seiner reichen Ausstattung ein herausragendes Einzeldenkmal.

## Beschreibung
Das Gebäude Schützenstraße 1 (und Friedrichstraße 2) in Bamberg ist in der Denkmalliste für Oberfranken mit: „[...] aufwendiger Baublock, 1890/91 nach Plänen von Friedrich Geb, in städtebaulich wichtiger Position, die Formen im Styl Louis XIII. nachempfunden“ vermerkt. Mit diesen dürftigen Worten für beide Flügel wird das Gebäude, wenn auch stilmäßig falsch eingeordnet, 1986 beschrieben. Das Gebäude wurde bei der Erstellung der Denkmalliste auf die Fassade und Lage reduziert, die nicht unerheblichen Reste der Innenausstattung werden nicht erfasst, die Ikonographie bleibt als unverstanden unerwähnt. Architekt vor Ort war Chrysotomus Martin, die ausführende Firma Georg II. Hofbauer.

## Ein deutsches Bürgerhaus als italienischer Palast

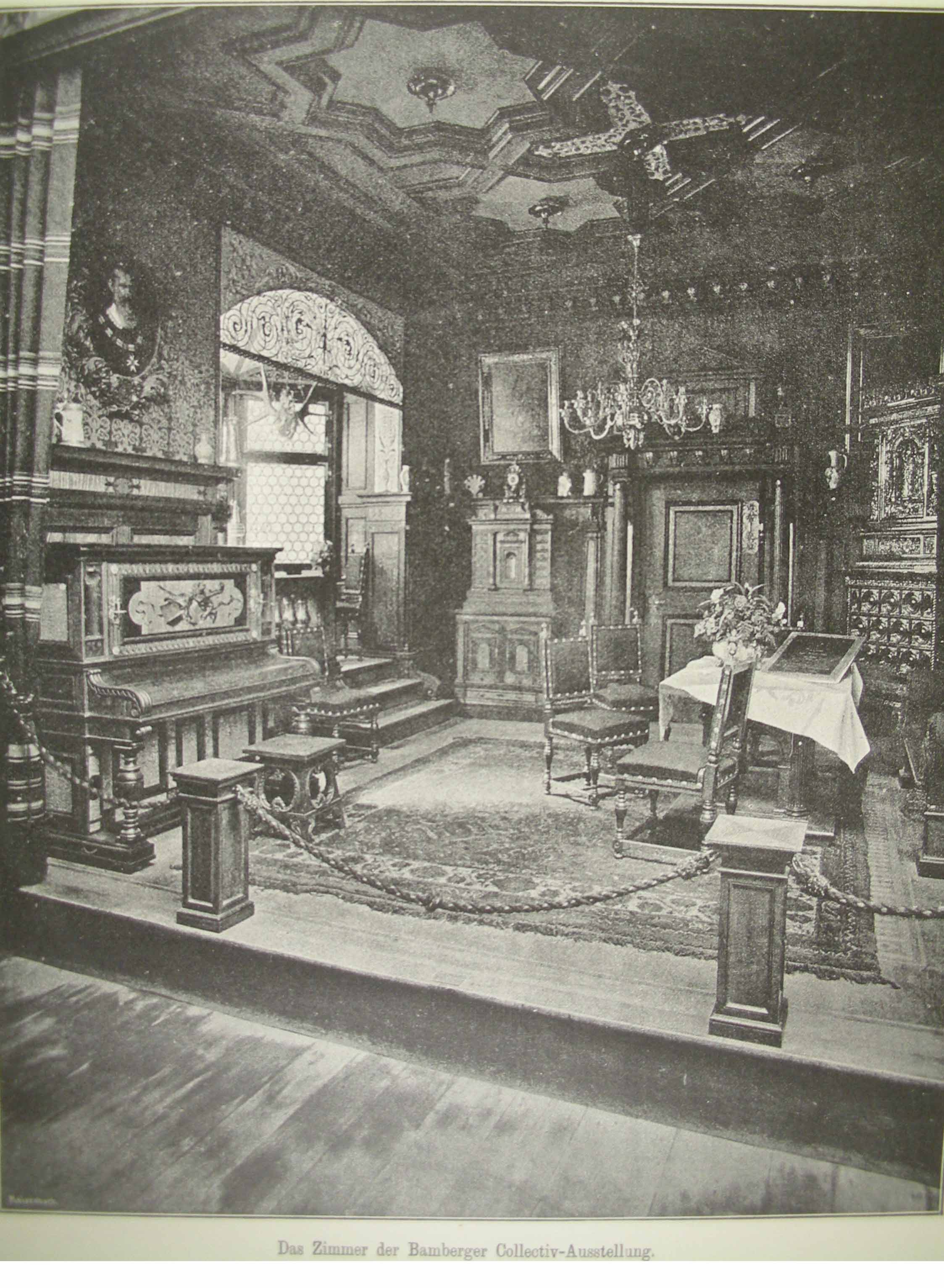
Das Bamberger Zimmer 1888 von L. Romeis

Als „deutsches Bürgerhaus“ im Stil eines „italienischen Palastes“ errichtete der Architekt Friedrich Geb, damals Dozent für Baukunst und Architektur in Hannover, das Haus Schützenstraße 1 (zusammen mit Friedrichstraße 2 ein Gebäude). Geb verwirklichte die damaligen vielfältigen Überlegungen zum gehobenen Wohnbau und zum deutschen Bürgerhaus durch die technischen Neuerungen und einen erheblichen Aufwand für die künstlerische Ausgestaltung.
Beispiele für den Wohnkomfort und die technischen Neuerungen sind der Einbau eines Wintergartens, eines Speisenaufzugs und die Verwendung von gasbeheizten Heizkörpern.
Der Aufwand für einen Flügel des Gebäudes (ohne mobile Ausstattung) war größer als die Kosten der zeitgleich erbauten Pfarrkirche Maria Hilf in Bamberg.

## Künstlerische Ausgestaltung
Für die künstlerische Ausgestaltung dienten die Wandmalerei und die Gemälde von Carl Wiederhold sowie der Ankauf eines auf der Deutschen Nationalen Kunstgewerbeausstellung in München 1888 prämierten Renaissancezimmers des Architekten Leonhard Romeis, München. Geb konnte weiterhin für die künstlerische Ausstattung eine Reihe von Künstlern heranziehen wie den königlichen Hofdekorationsmaler Ernst Wilke aus Hannover, den hannoverschen Bildhauer Oswald Rommel und Franz Brochier, Nürnberg, für die Raumausstattung. Dazu kam eine Arbeit des Bildhauers Albert Wolff, Berlin, und Glasmalereien aus der Werkstatt von Georg Postek, Bamberg, späterer Direktor der Landesglasmalanstalt in Budapest.

## Ikonographie
Die Ikonographie hat als philosophisch-ideologischen Hintergrund die Freimaurerei, eine Geisteshaltung, die für die damalige Zeit typisch war, der auch beispielsweise das deutsche bzw. preußische Kaiserhaus anhing.

## Garten

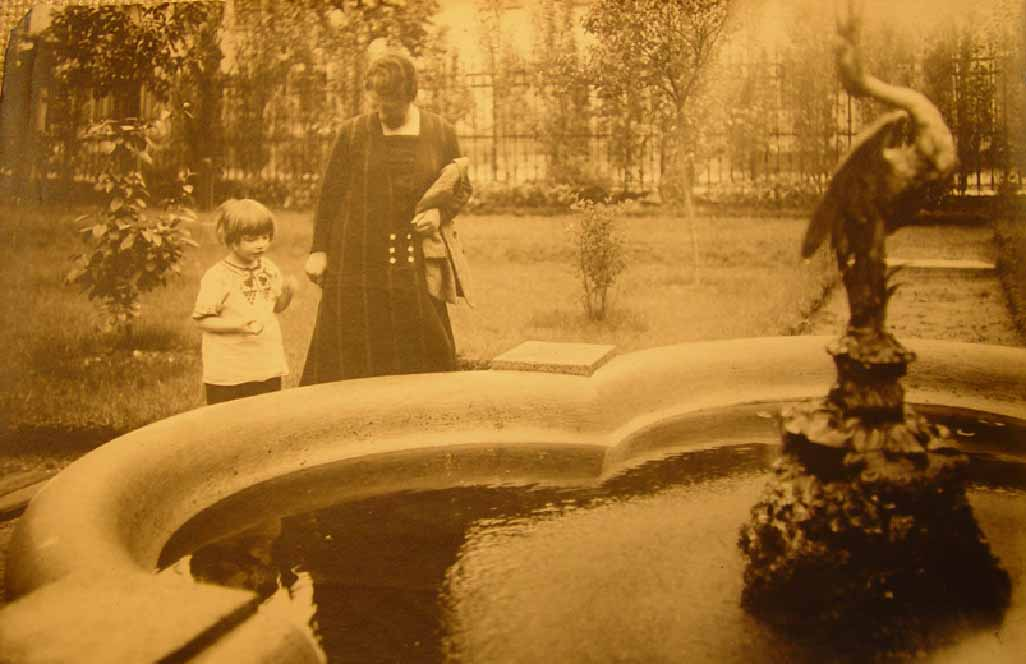
Ehemaliger Garten des Hauses Schützenstraße 1 (um 1920)

Der ehemalige Garten (heute Schützenstraße 1a) war symmetrisch angelegt, mit einem Wegkreuz in der Mitte, bei dem sich ein Springbrunnen befand. Einige große Bäume aus der Zeit vor dem Bau waren darin eingebunden. Der Springbrunnen hatte in etwa das Ausmaß des heutigen Brunnens am Bamberger Schönleinsplatz. Ein Reiher aus Bronze diente als Wasserspeier. Ein gleichartiger Reiher stand in Schloss Linderhof vor dem Königshaus von Maximilian II., bevor Ludwig II. sein neues Schloss mit einer einheitlichen Fassade versah. Dieser Reiher stammte vermutlich aus der Werkstatt Ludwig Schwanthalers und wurde in der Werkstatt Ludwig Schallers in Bodenwöhr gegossen.